# Fred Wagner

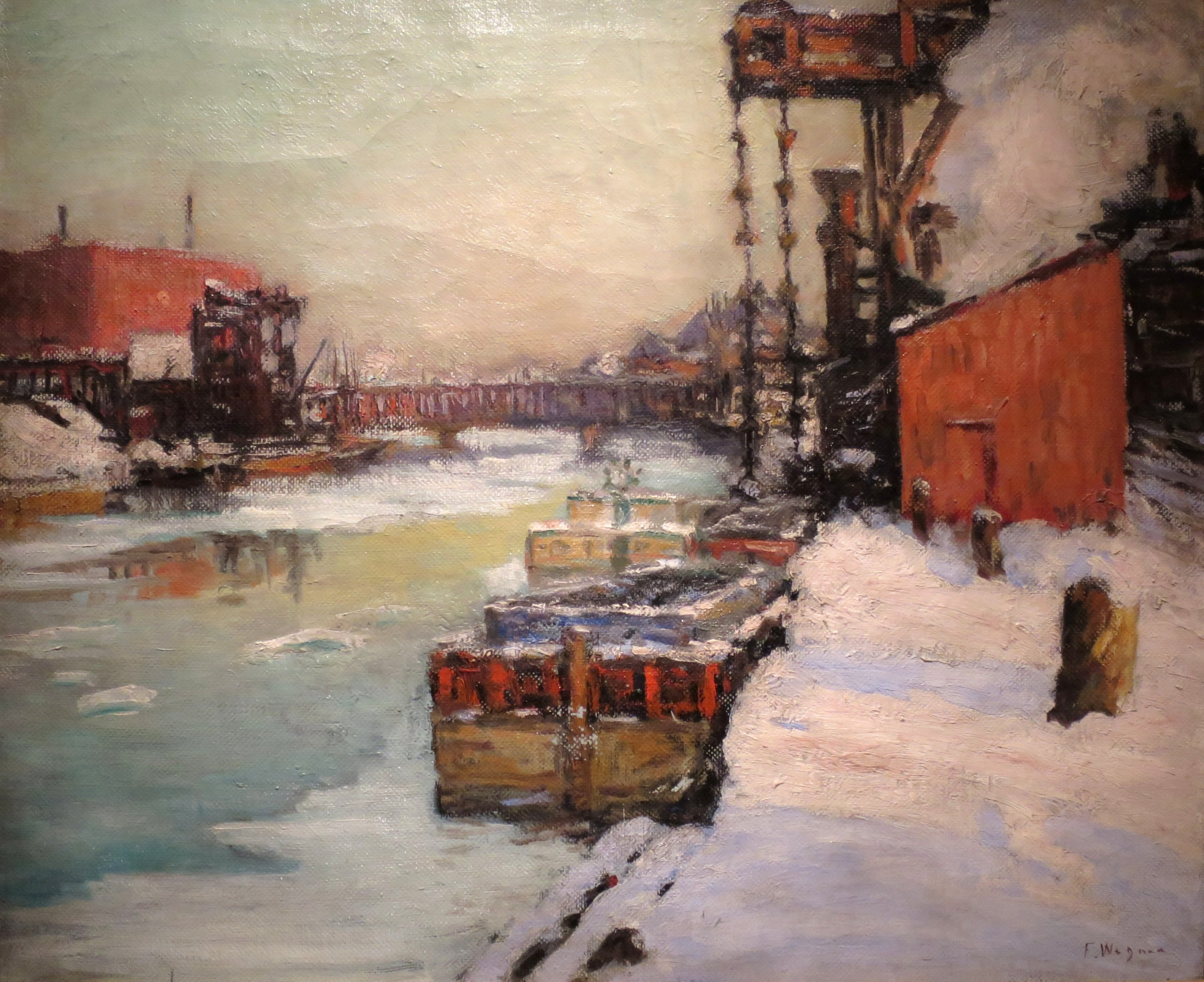
'Delaware Canal' by Fred Wagner, by 1926, Reading Public Museum

Fred Wagner, nacido Frederick R. Wagner (20 de diciembre de 1860-14 de enero de 1940) fue uno de los primeros pintores impresionistas de Pensilvania. Nació en Port Kennedy, Pensilvania, creció en Norristown y pasó la mayor parte de su vida en Filadelfia pintando sus puertos, puentes, parques y estaciones de tren.

## Trayectoria

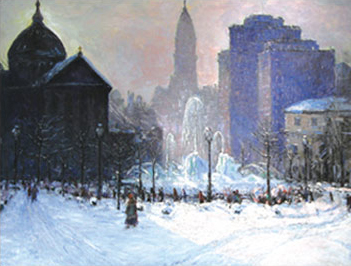
Una pintura de Fred Wagner.

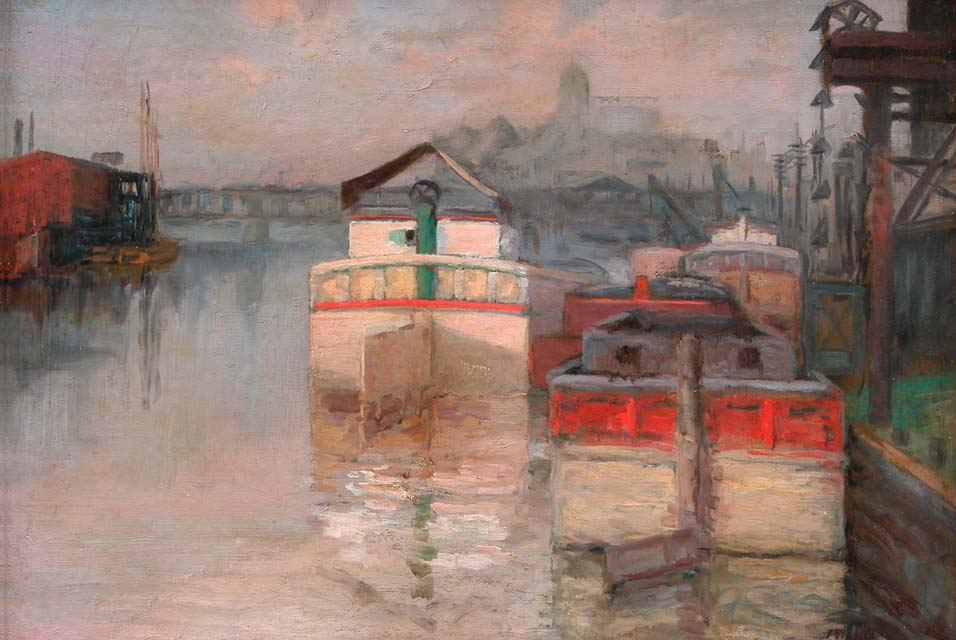
Fred Wagner, Coal Barges on the Lower Schuylkill, c.1905

Wagner estudió con Thomas Eakins en la Academia de Bellas Artes de Pensilvania a partir de 1878. Antes de graduarse, Wagner fue elegido para enseñar dibujo, junto con Eakins, como demostrador de anatomía a partir de 1882.
Las obras de Wagner estuvieron en las exposiciones anuales de la Academia de Pensilvania primero en 1882 y constantemente todos los años desde 1906 hasta 1940, y en las exposiciones bienales de la Galería de Arte Corcoran de Washington D. C., entre 1907 y 1935. Fue galardonado con el premio de la Academia de Pensilvania en 1914, y en 1922 ganó una mención de honor en la exposición internacional del Instituto Carnegie en Pittsburgh.

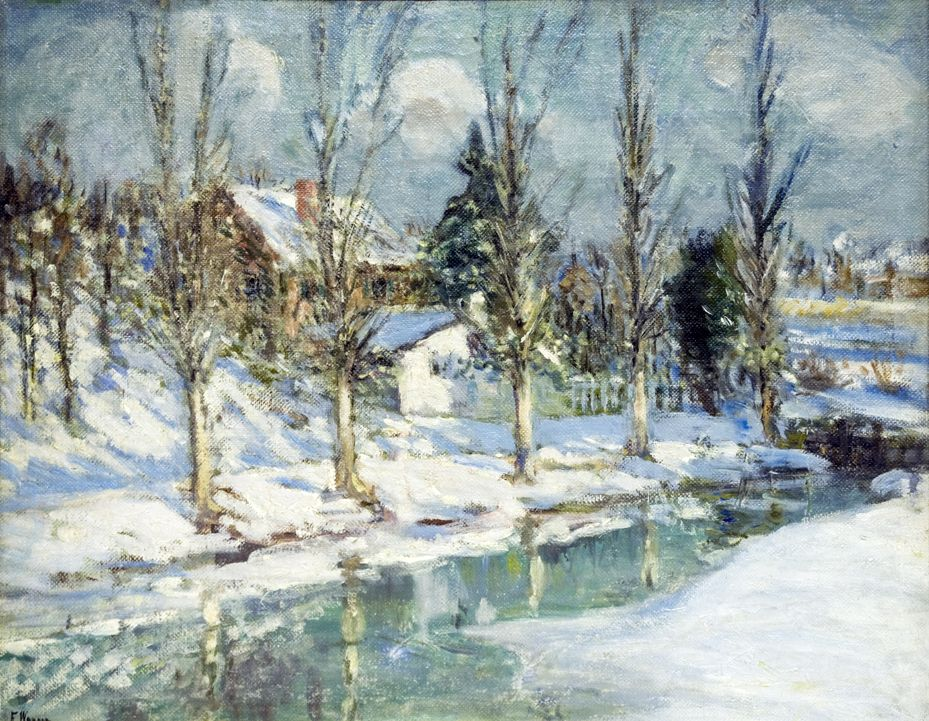
The Frozen Creek by Frederick R. Wagner

Wagner dejó la Academia en 1886 para hacer un recorrido por las ciudades del oeste y pintar retratos.
A su regreso a Filadelfia, trabajó como ilustrador para la Philadelphia Press hasta 1902. Más tarde se le pidió que enseñara en la Escuela Chester Springs de PAFA, cargo que ocupó durante siete años. Luego abrió una escuela en Addingham en 1912. Algunos de los alumnos notables de Wagner en PAFA fueron: Elizabeth Washington (1871 – 1953) y John Weygandt (1869 – 1951). Esta escuela duró más de veinticinco años, y las clases finalmente se trasladaron al edificio Fuller de Filadelfia.
Wagner se casó con Eva Wilmot en 1913, su modelo para muchas de sus pinturas, incluida una titulada "La dama fumadora". Este fue también el año del notorio Armory Show en la ciudad de Nueva York para el cual se aceptaron dos de las obras de Wagner.
"Wag" se convirtió en miembro del Philadelphia Sketch Club en 1897 y siguió siendo miembro  de por vida. Wagner también fue miembro de la Philadelphia Art Alliance durante muchos años y tuvo exposiciones dedicados a su obra allí antes y después de su muerte.
En los veranos entre 1903 y 1913, Wagner vivió en Island Heights, Nueva Jersey, donde James Moore Bryant lo apoyó. Bryant era un grabador que Wagner había conocido en el Philadelphia Sketch Club. Pasó otros veranos en Ocean City, Nueva Jersey, donde pintó retratos de su sobrina, Marguerite Brendlinger y sus cinco hijas, junto con escenas del océano y la playa.
Fred Wagner ganó muchos premios para sus obras y sus pinturas están en numerosos museos que incluyen el Museo de Filadelfia de Arte, Museo de Reading, Woodmere Museo de Arte, James A. Michener Museo de arte, Museo de Arte de St. Louis, Sewell E. Biggs Museo de Arte americano, Farnsworth Museo de Arte y Museo Universitario Estatal de Pennsilvania.
Las pinturas de Wagner también se encuentran en diversas galerías y casas de coleccionistas de arte en todo el país.